# マクニカネットワークス
マクニカネットワークス株式会社（英文社名：Macnica Networks Corp.）は、かつて神奈川県横浜市港北区に本社を置いていたネットワーク・サイバーセキュリティのテクノロジープロバイダーである。
2021年10月1日に、親会社である株式会社マクニカに統合された。

## 事業内容
- 2004年（平成16年）3月に、株式会社マクニカの社内カンパニーであったマクニカネットワークスカンパニーが完全子会社として設立された企業である。事業はネットワーク製品、ネットワークセキュリティ製品等の輸入、販売、構築、保守を行っている。
- IT分野において今後の成長が期待されるSMAC（ソーシャルサービス[S]、モバイル[M]、ビッグデータ・アナリティクス[A]、クラウド[C]）に早くから注目し、様々な関連テクノロジーを国内へと紹介している。ほかにIoT (Internet of Things) からAI、Robotまで世界の最新テクノロジー全てに目を向けている。

## 沿革
- 1980年（昭和55年） - ジャパンマクニクス株式会社（現：（株）マクニカ）にシステム課を設立。
- 1985年（昭和60年） - システム営業部に名称変更。
- 1990年（平成02年） - 横浜市緑区へ移転。
- 1991年（平成03年） - システム事業部に名称変更。
- 1997年（平成09年） - ネットワーク事業部に名称変更。
- 1999年（平成11年） - 横浜市港北区へ移転。
- 2001年（平成13年） - 社内カンパニー制導入に伴い、マクニカネットワークスカンパニーに改称。
- 2004年（平成16年） - （株）マクニカ100%出資子会社として、マクニカネットワークス株式会社を設立。
- 2007年（平成19年） - 米国カリフォルニア州に、Macnica Networks USA, Inc.を設立。
- 2009年（平成21年） - （株）マクニカからマクニカWebソリューションズ事業を移管。
- 2011年（平成23年） - マクニカソリューションズ株式会社を設立。
- 2013年（平成25年） - マクニカネットワークスセキュリティ研究センターを開設。
- 2016年（平成28年） - 台湾のiSecurity Inc.を子会社化。
- 2017年（平成29年） - シンガポールのNetpoleon Solutions Pte Ltd. を連結子会社化。
- 2021年（令和03年） - 株式会社マクニカへ統合、ネットワークス カンパニーとして引き続き事業を行う。

## 事業所
- 本社

横浜市港北区新横浜1-5-5　マクニカ第2ビル
- 大阪営業所

大阪市淀川区宮原3-4-30　ニッセイ新大阪ビル17階

## 取扱製品及び取扱メーカー
取扱製品群
- ネットワーク - アクセラレータ、帯域制御・負荷分散、SSL-VPN、FAXサーバ、ストレージ
- セキュリティ - 情報漏洩対策、検疫ネットワーク、メールセキュリティ、Webセキュリティ、UTM、IDS/IPS等
- AI/DX - AIaaS、データマネジメント
- ソフトウェア - 仮想化、コネクティビティ、デジタルサイネージ、WEBマーケティング、ビジネスインテリジェンス
- 運用管理 - ITインフラ運用管理 / 監視、クライアント運用管理、ITIL、省エネ/グリーンIT
- テレフォニー - テレコム向け組込みソフト、テレコム向け組込みボード、携帯電話向け組込みソフト
- ストレージ - iSCSI、メールアーカイブ

主要取扱メーカー
- CrowdStrike
- マカフィー
- シマンテック
- CATO
- Splunk
- GitHub
- Box
- CrowdAnalytix

## 資格・免許
- 情報セキュリティマネジメントシステム（ISMS） - ISO/IEC 27001：2005及びJIS Q 27001：2006（登録証番号：IS99566）

## 関連会社
- マクニカホールディングス